# 6a etapa del Tour de França de 2010
La 6a etapa del Tour de França de 2010 es disputà el divendres 9 de juliol de 2010 sobre un recorregut de 227,5 km entre Montargis, al departament del Loiret i Gueugnon, i el departament del Saona i Loira. Aquesta fou l'etapa més llarga de la present edició. La victòria, a l'esprint, fou per segona vegada consecutiva pel britànic Mark Cavendish del Team HTC-Columbia. Fabian Cancellara conservaria el lideratge en acabar l'etapa.

## Perfil de l'etapa
Etapa bàsicament plana, amb quatre cotes puntuables de 4a categoria als km 69,5; 91,5; 179,5 i 204,5. Se superen tres esprints especials, als km 47, 163 i 196,5.

## Desenvolupament de l'etapa
L'etapa va estar marcada per la forta calor i una llarga escapada protagonitzada per Sebastian Lang, Rubén Pérez Moreno i Mathieu Perget que arribà a comptar amb 6' 40" de diferència respecte al grup dels favorits. En la darrera cota del dia s'escaparen Dimitri Champion i Anthony Charteau, que s'uniren durant uns quilòmetres als escapats, però a manca de 10 km foren tots reincorporats al gran grup. La cursa es decidí de nou a l'esprint i de nou tornà a guanyar l'etapa el britànic Mark Cavendish.

## Esprints intermedis
| 1r | Sebastian Lang (DEU)     | 6 pts |
| 2n | Rubén Pérez Moreno (ESP) | 4 pts |
| 3r | Mathieu Perget (FRA)     | 2 pts |

| 1r | Sebastian Lang (DEU)     | 6 pts |
| 2n | Mathieu Perget (FRA)     | 4 pts |
| 3r | Rubén Pérez Moreno (ESP) | 2 pts |

| 1r | Rubén Pérez Moreno (ESP) | 6 pts |
| 2n | Sebastian Lang (DEU)     | 4 pts |
| 3r | Mathieu Perget (FRA)     | 2 pts |

## Ports de muntanya
| 1r | Mathieu Perget (FRA)     | 3 pts |
| 2n | Sebastian Lang (DEU)     | 2 pts |
| 3r | Rubén Pérez Moreno (ESP) | 1 pt  |

| 1r | Mathieu Perget (FRA)     | 3 pts |
| 2n | Rubén Pérez Moreno (ESP) | 2 pts |
| 3r | Sebastian Lang (DEU)     | 1 pt  |

| 1r | Mathieu Perget (FRA)     | 3 pts |
| 2n | Sebastian Lang (DEU)     | 2 pts |
| 3r | Rubén Pérez Moreno (ESP) | 1 pt  |

| 1r | Mathieu Perget (FRA)   | 3 pts |
| 2n | Sebastian Lang (DEU)   | 2 pts |
| 3r | Dimitri Champion (FRA) | 1 pt  |

## Classificació de l'etapa
|    | Ciclista                   | Equip                 | Temps      |
| -- | -------------------------- | --------------------- | ---------- |
| 1  | Mark Cavendish (GBR)       | Team Columbia-HTC     | 5h 37' 42" |
| 2  | Tyler Farrar (USA)         | Garmin-Transitions    | m. t.      |
| 3  | Alessandro Petacchi (ITA)  | Lampre-Farnese Vini   | m. t.      |
| 4  | Robbie McEwen (AUS)        | Team Katusha          | m. t.      |
| 5  | Gerald Ciolek (GER)        | Team Milram           | m. t.      |
| 6  | Sébastien Turgot (FRA)     | BBox Bouygues Telecom | m. t.      |
| 7  | José Joaquín Rojas (ESP)   | Caisse d'Epargne      | m. t.      |
| 8  | Edvald Boasson Hagen (NOR) | Team Sky              | m. t.      |
| 9  | Robert Hunter (RSA)        | Garmin-Transitions    | m. t.      |
| 10 | Thor Hushovd (NOR)         | Cervélo TestTeam      | m. t.      |

## Classificació general
|    | Ciclista                    | Equip                 | Temps       |
| -- | --------------------------- | --------------------- | ----------- |
| 1  | Fabian Cancellara (SUI)     | Team Saxo Bank        | 28h 37' 30" |
| 2  | Geraint Thomas (GAL)        | Team Sky              | + 20"       |
| 3  | Cadel Evans (AUS)           | BMC Racing Team       | + 39"       |
| 4  | Ryder Hesjedal (CAN)        | Garmin-Transitions    | + 46"       |
| 5  | Sylvain Chavanel (FRA)      | Quick Step            | + 1' 01"    |
| 6  | Andy Schleck (LUX)          | Team Saxo Bank        | + 1' 09"    |
| 7  | Thor Hushovd (NOR)          | Cervélo TestTeam      | + 1' 19"    |
| 8  | Aleksandr Vinokúrov (KAZ)   | Astana Qazaqstan Team | + 1' 31"    |
| 9  | Alberto Contador (ESP)      | Astana Qazaqstan Team | + 1' 40"    |
| 10 | Jurgen van den Broeck (BEL) | Omega Pharma-Lotto    | + 1' 42"    |

## Classificacions annexes
|    | Ciclista                  | Equip               | Total   |
| -- | ------------------------- | ------------------- | ------- |
| 1r | Thor Hushovd (NOR)        | Cervélo TestTeam    | 118 pts |
| 2n | Alessandro Petacchi (ITA) | Lampre-Farnese Vini | 114 pts |
| 3r | Robbie McEwen (AUS)       | Team Katusha        | 105 pts |

|    | Ciclista               | Equip            | Total  |
| -- | ---------------------- | ---------------- | ------ |
| 1r | Jérôme Pineau (FRA)    | Quick Step       | 13 pts |
| 2n | Mathieu Perget (FRA)   | Caisse d'Epargne | 12 pts |
| 3r | Sylvain Chavanel (FRA) | Quick Step       | 8 pts  |
| 4t | Rein Taaramae (EST)    | Cofidis          | 8 pts  |

|    | Ciclista              | Equip          | Temps       | Temps |
| -- | --------------------- | -------------- | ----------- | ----- |
| 1r | Geraint Thomas (GAL)  | Team Sky       | 28h 37' 50" |       |
| 2n | Andy Schleck (LUX)    | Team Saxo Bank | + 49"       |       |
| 3r | Roman Kreuziger (CZE) | Liquigas-Doimo | + 2' 04"    |       |

|    | Equip                    | Temps       | Temps |
| -- | ------------------------ | ----------- | ----- |
| 1r | Team Saxo Bank (DEN)     | 85h 56' 25" |       |
| 2n | Garmin-Transitions (USA) | + 5"        |       |
| 3r | Team Sky (GBR)           | + 19"       |       |

## Abandonaments
No es produí cap abandonament durant l'etapa.